# 原猪作
原 猪作（はら いさく）は、明治時代の牧師である。明治時代の名説教家と呼ばれた。
横浜のヘボン塾に通い、ヘンリー・ルーミスのバイブル・クラスに参加して、キリスト教に入信する。1874年(明治7年)7月15日にルーミスから洗礼を受ける。同年9月南小柿洲吾らと共に18名で横浜第一長老教会(横浜指路教会)を組織した。
ヘボン塾がバラ塾になっても通学し続けた。そして、クリストファー・カロザースの築地大学校に入学し、1877年(明治10年)に東京一致神学校が設立されると、石原保太郎、田村直臣と共に転校した。一致神学校ではウィリアム・インブリーの新約聖書釈義とイエス伝を通訳した。
カロザースの東京第一長老教会に所属し、1877年に数寄屋橋教会と芝教会に分離すると、数寄屋橋教会(巣鴨教会)に所属した。
1878年(明治11年)日本基督一致教会第4回中会で、神学生12名と共に教師試験を受け、全員に免状が与えられ、原も伝道師に准允された。